# Mateo Manaure
Mateo Manaure (Uracoa, Monagas, 18 de octubre de 1926-Caracas, 19 de marzo de 2018) fue un artista moderno venezolano. Es considerado un maestro del abstraccionismo en su país, destacó por sus obras en la Ciudad Universitaria de Caracas y por crear del mural vítreo más grande del mundo.

## Biografía

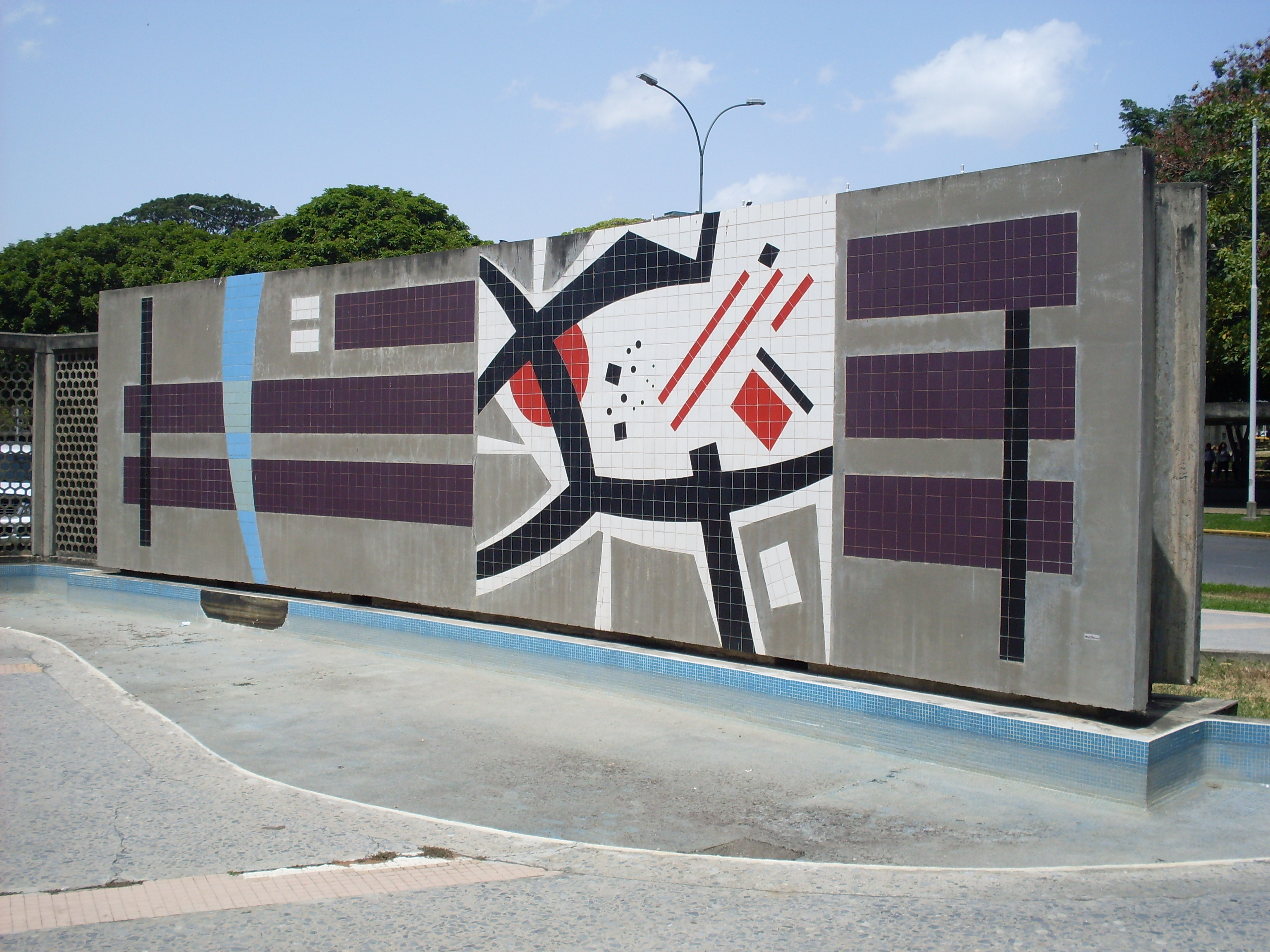
Mural de Mateo Manaure en la Universidad Central de Venezuela, Plaza cubierta del Rectorado. 1954.

Nació el 18 de octubre de 1926 en Uracoa, estado Monagas. Desde 1941 hasta 1946 estudió en la Escuela de Artes Plásticas y Artes Aplicadas, actual Escuela de Artes Visuales Cristóbal Rojas cuando era dirigida por Antonio Edmundo Monsanto. Ahí, estudia artes gráficas en el taller de Pedro Ángel González, de quien fue asistente. Ya por esas épocas comienza a participar en el Salón Arturo Michelena y el Salón Oficial de Arte Venezolano del Museo Bellas Artes de Caracas. En 1947 gana la primera edición del Premio Nacional de Artes Plásticas, disputado con Pascual Navarro y viaja a París, Francia. Regresa al año siguiente a Caracas donde participa en la organización del Taller Libre de Arte. A su regreso a París en 1950, participa en el grupo de Los Disidentes, junto a artistas como Alejandro Otero, Pascual Navarro, Carlos González Bogen, Perán Erminy, Rubén Nuñez, Narciso Debourg, Dora Hersen, Aimée Battistini y J.R. Guillent Pérez.
De regreso a Caracas fundó en 1952, junto a Carlos González Bogen la Galería Cuatro Muros y realizan la Primera Exposición de Arte Abstracto en el país. También comenzó su colaboración con el proyecto de Ciudad Universitaria de Carlos Raúl Villanueva, donde, además de aportar 26 de sus propias obras, surge como supervisor de las obras de arte. A partir de ahí participa en otras realizaciones públicas, como las policromías de la Urbanización 23 de Enero. Desde hacía ya varios años, Manaure se desenvolvía dentro del arte abstracto, que conformaba la vanguardia artística venezolana de ese entonces. Luego, regresa al arte representativo desde las artes gráficas, especialmente la litografía, pero no abandona la expresión abstracta. En 1984 lo nombran Presidente de la Asociación Venezolana de Artistas Plásticos. El año 2009 se inaugura el Museo de Arte Contemporáneo Mateo Manaure, en Maturín, Estado Monagas.
La obra de Mateo Manaure ha pasado por distintas etapas. La primera, de tendencia representativa con temas clásicos como el desnudo, el paisaje y la naturaleza muerta, con un carácter gestual. Luego, al ir a París, su obra evoluciona hacia la abstracción geométrica y luego se torna en abstracción lírica. De esa manera, Mateo Manaure trabajó alternadamente la representación y la abstracción. Entre las series realizadas por él encontramos Pinturas Sobremontaje, Los Suelos de mi Tierra, Cuvisiones, Columnas Policromadas, Mirar a América, Orinoquia, Ofrenda a mi raza, entre otras.
En la emblemática avenida Libertador de Caracas se despliega el gran mural Uracoa (2012) que es una reproducción horizontal de dos de las obras del mismo artista que recubre las escalera de emergencia del edificio de Petróleos de Venezuela (Pdvsa) ubicado en la ciudad capital.
El mural Uracoa ha sido enmarcado en el proyecto Vibra Caracas, junto a los Módulos Cromáticos de Juvenal Ravelo en la misma avenida Libertador. Ambas obras forman parte de la serie de intervenciones de arte urbano desarrolladas en la Plaza Venezuela y el bulevar de Sabana Grande.
Mateo Manaure fue uno de los artistas venezolanos más respetados por su aporte invaluable al arte contemporáneo.
Falleció el 19 de marzo de 2018 en Caracas.